# Vattenfall Cyclassics 2013
|  | Denne artikel eller sektion om sport er forældet eller ikke opdateret. Se artiklens diskussionsside eller historik. |

Vattenfall Cyclassics 2013 er den 18. udgave siden 1996  af det tyske cykelløb Vattenfall Cyclassics. Løbet vil blive afholdt 25. august 2013 i omkring Hamborg. Det er løb nummer 23 ud af 29 i UCI World Tour 2013.
Løbet bliver kørt dagen efter at det spanske etape- og World Tour-løb Vuelta a España er begyndt.

## Deltagende hold
Fordi Vattenfall Cyclassics er en del af UCI World Tour, er alle 18 UCI ProTour-hold automatisk inviteret og forpligtet til at sende et hold. Derudover kan løbsarrangøren Upsolut Sports invitere et antal hold fra lavere rækker. 
| UCI ProTour-hold: - Ag2r-La Mondiale (ALM) - Argos-Shimano (ARG) - Astana Pro Team (AST) - Belkin Pro Cycling (BEL) - BMC Racing Team (BMC) - Cannondale (CAN) - Euskaltel-Euskadi (EUS) - FDJ (FDJ) - Garmin-Sharp (GRM) | 0 - Lampre-Merida (LAM) - Lotto-Belisol (LTB) - Movistar Team (MOV) - Omega Pharma-Quick Step (OPQ) - Orica-GreenEDGE (OGE) - RadioShack-Leopard (RLT) - Team Saxo-Tinkoff (SAX) - Team Sky (SKY) - Vacansoleil-DCM (VCD) - Team Katusha (KAT) |  |

## UCI World Tour
Vattenfall Cyclassics er i kategori 4 på UCI World Tour 2013 og giver følgende point til det samlede årsresultat:
| Placering         |    |    |    | 4  | 5  | 6  | 7  | 8  | 9 | 10 |
| Samlet klassement | 80 | 60 | 50 | 40 | 30 | 22 | 14 | 10 | 6 | 2  |